# Rīgas Autobusu Fabrika

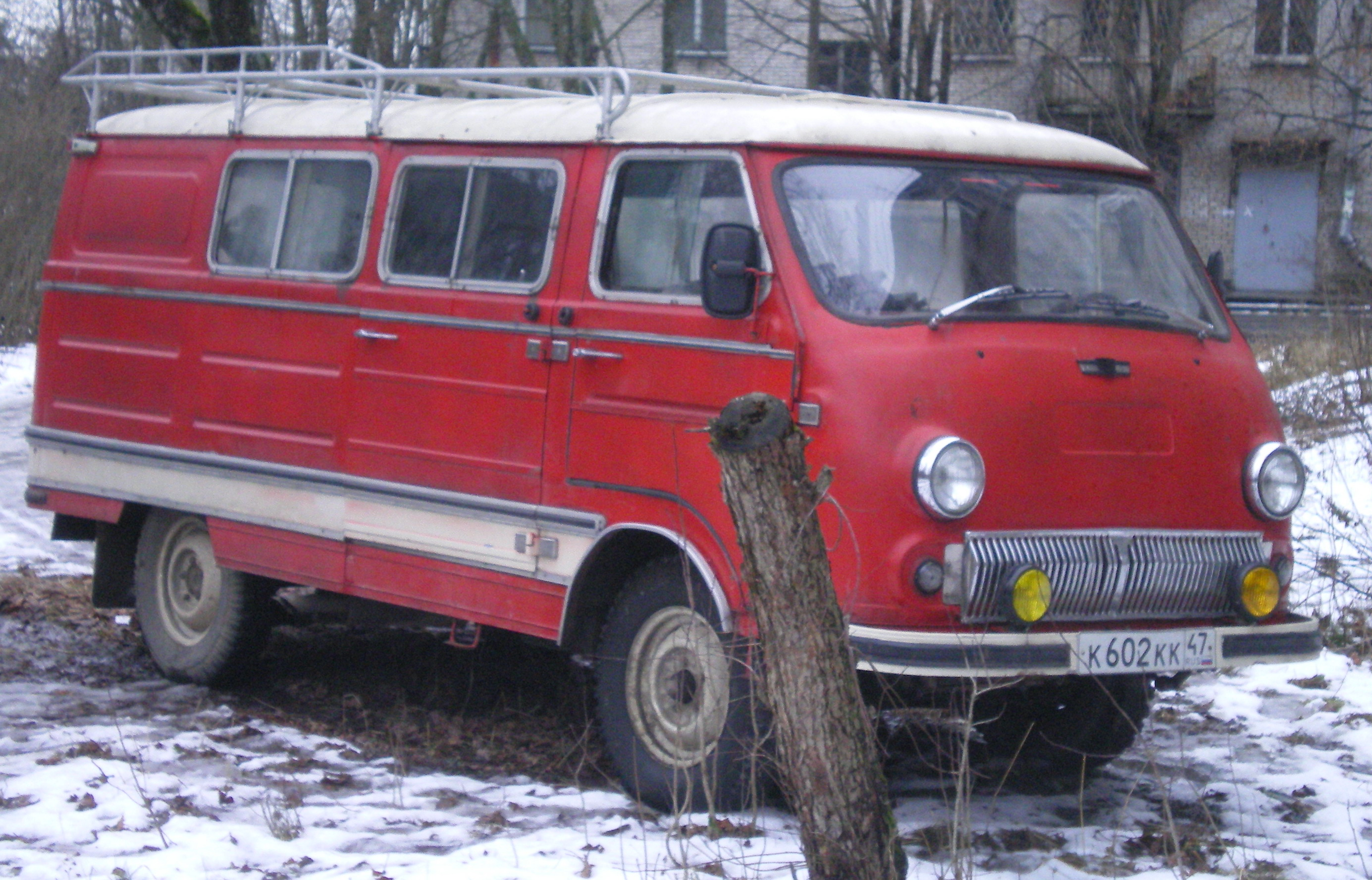
RAF 977

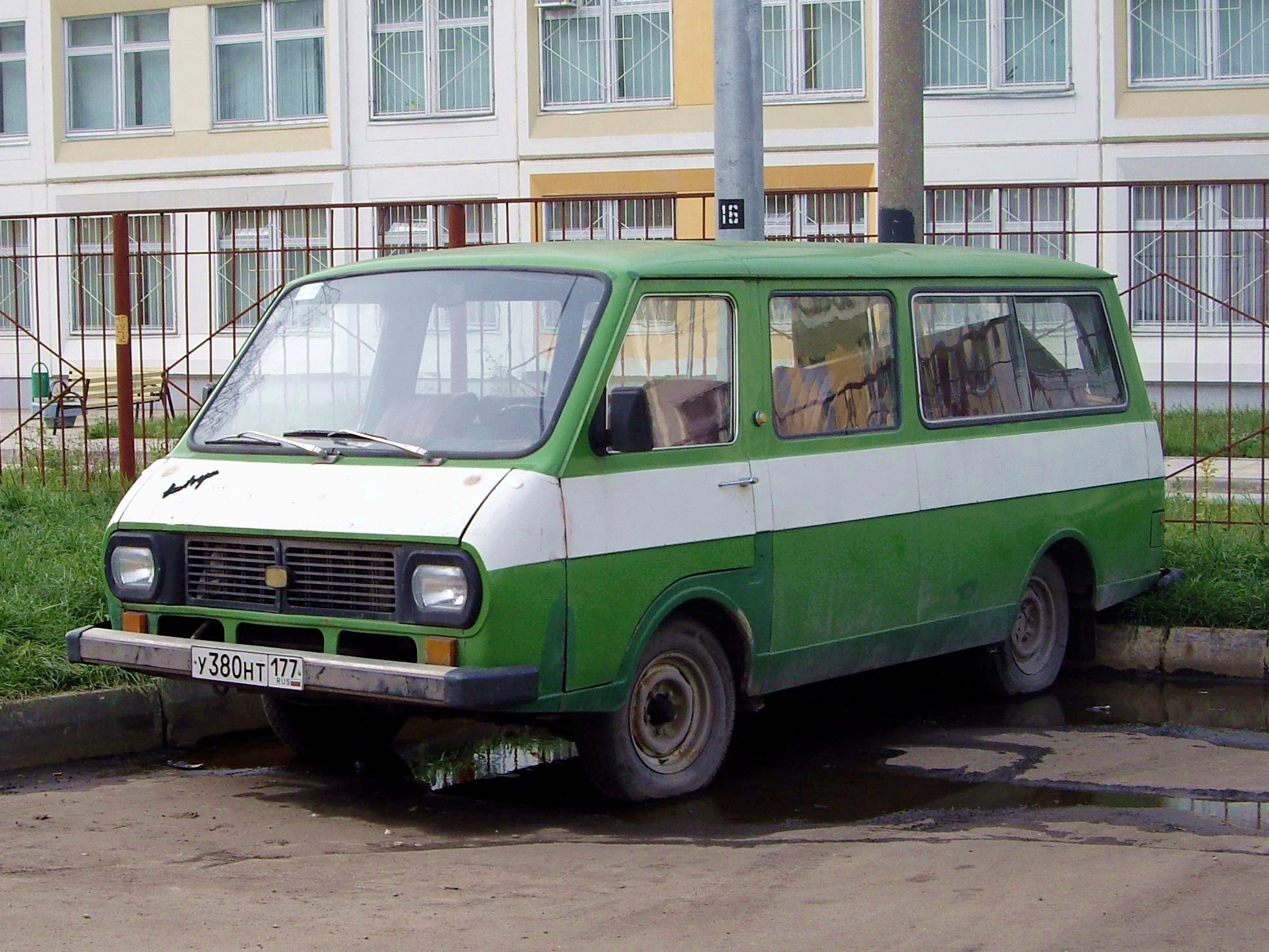
RAF 2203

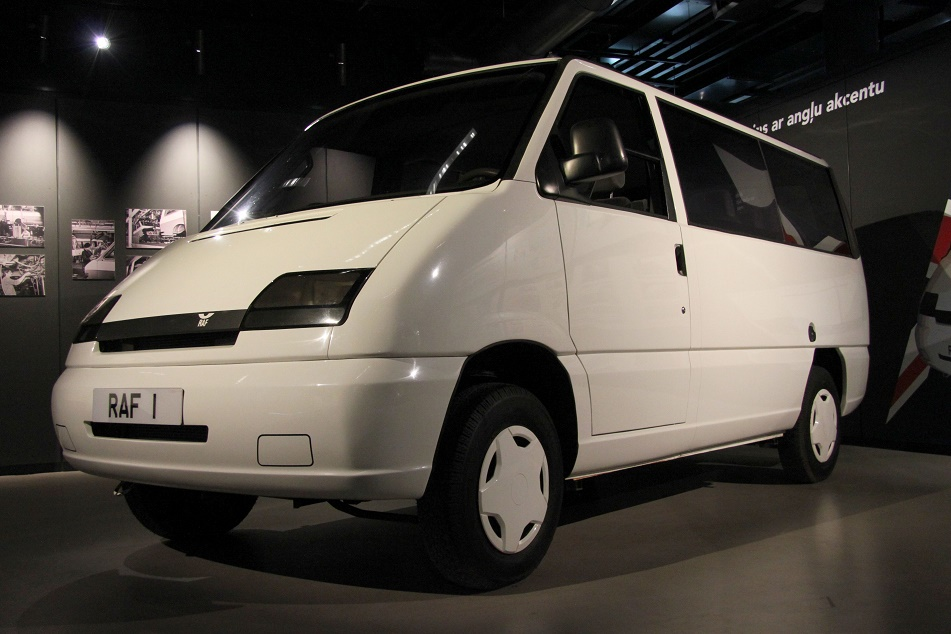
RAF Roksana

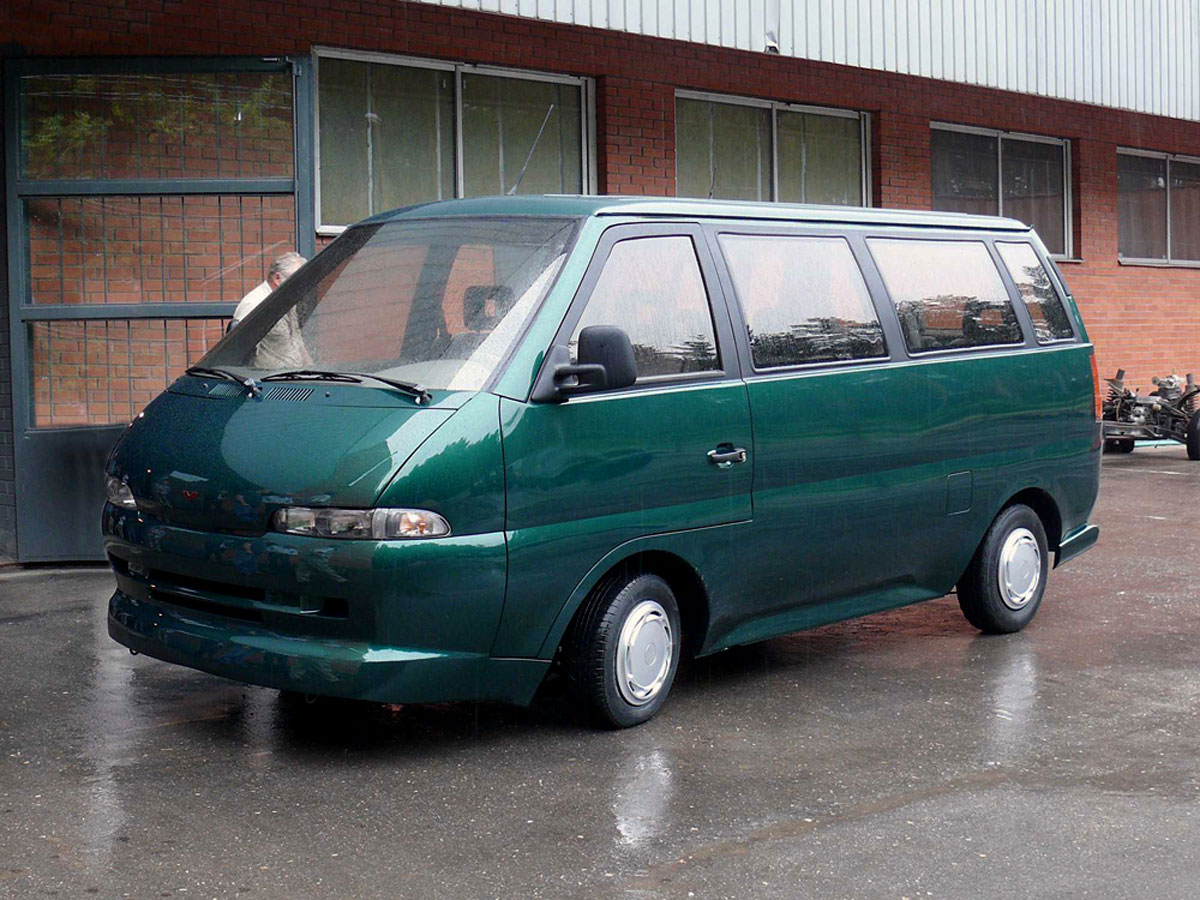
RAF Stils

 Rīgas Autobusu Fabrika (ryska: Рижская автобусная фабрика), RAF, var en biltillverkare i Riga (1954–1975) och Jelgava (1975–1998) i Lettland. RAF tillverkade bussar och minibussar under namnet RAF Latvija.

## Historik

### RAF skapas
RAF grundades 1954 med syftet att stå för Sovjetunionens tillverkning av småbussar. År 1957 kom modellen RAF-10. Den var mycket lik Volkswagens klassiska transporter som presenterats 1951. RAF-10 kallades ofta Festivals och togs fram under ledning av Laimonis Klege. År 1959 kom en ny modell med kraftigare motor, RAF-977 Latvija. År 1960 deltog RAF vid bilsalongen i Genève. 
År 1962 och 1966 följde vidareutvecklade versioner och man gjorde även studier för nya modeller. År 1966 startades tillverkning i Armeniens huvudstad Jerevan och lettiska RAF-anställda deltog i uppförandet av fabriken.

### Användning och exportmarknader
RAF:s fordon kom att användas framförallt vid mässor och vid flygplatser runt om i Sovjetunionen. En annan vanlig funktion var som ambulanser, men RAF levererade fordon till många andra ändamål. RAF-bilarna fanns över hela Sovjetunionen och exporterades även till några av satellitstaterna, till exempel Bulgarien och Ungern. Ett mindre antal (ca. 20 st.) såldes till Finland. Comecon-medlemmen Kuba tog också del av RAF:s export. Det handlade i regel enbart om tillverkning för den sovjetiska staten och dess myndigheter men familjer med många barn tilläts äga en RAF-bil.

### Flytt till Jelgava
RAF-977 DM presenterades 1968 och serietillverkningen inleddes 1969. Man nådde en produktion på omkring 2 600 fordon per år vid fabriken i Riga. Behovet av dessa transportfordon var betydligt större och man planerade därför för utbyggnad. År 1975 flyttades produktionen till Jelgava där man hade möjligheter att kunna bygga ut produktionen till att årligen producera 15 000 fordon. RAF:s modeller var nu föråldrade: de drog mer bensin och var omoderna jämfört med transportbilar från väst. År 1975 kom modellen RAF-2203. 
År 1980 användes RAF-bussar för att sköta transporter under Moskva-OS. RAF-2907 fanns med vid invigningsceremonin och specialbyggda versioner för att transportera idrottare och delegater togs fram. Företaget utvecklade även elbilar och en av dessa användes under de olympiska spelen i Moskva.

### Försök till nytändning
Under 1980-talet stagnerade planekonomin och RAF utvecklade inga nya modeller. Man fortsatte tillverka de föråldrade modellerna från 1960- och 1970-talet, men med smärre modifieringar. Under 1980-talets andra hälft försökte Sovjetunionen att reformera och gjuta nytt liv i industrin. För RAF:s del innebar det att man började arbeta på nya modeller. Idén var att försöka möta den stora privata efterfrågan och samtidigt nå en årlig produktion om 50 000 fordon. 

### RAF i det självständiga Lettland
De planer på nya modeller och utbyggnad man tagit fram fick skrinläggas då Sovjetunionens sönderfall blev ett faktum. Efter Sovjetunionens sönderfall fick RAF stora problem. Den tidigare självklara marknaden försvann och det nya Ryssland stängde stora delar av exporten för RAF då Lettland och Ryssland inte kom överens om handelsavtal. RAF hade inga möjligheter att ta sig in på den västeuropeiska marknaden eftersom de modeller man hade var alltför gamla. År 1990 presenterade man en modern minibuss, RAF Roksana, men denna kom aldrig i produktion. År 1993 kom RAF Stils, en designstudie gjord tillsammans med ett brittiskt designteam.  RAF-Stils skulle skapa förutsättningar för en fortsatt tillverkning, men modellen kom aldrig att sättas i produktion. RAF hade stora ekonomiska problem och produktionen minskade drastiskt. Man försökte hitta nya investerare och samarbetspartners, men misslyckades. RAF gick slutligen i konkurs 1998. Idag kvarstår endast lämnade fabriksbyggnader utanför Jelgava och flygbolaget RAF-Avia.

## Fotbollslag
Fabrikens fotbollslag RAF Jelgava vann den sovjet-lettiska ligan (1988, 1989) och cupen (1988). Efter Lettlands självständighet vann man ytterligare två cuptitlar, 1993 och 1996. 

## Modeller
- RAF-10 Festivals (1957)
- RAF-977 Lativja (1959)
- RAF-977 DM (1968)
- RAF-2203 (1975)
- RAF-2907
- RAF-2210 (elbil)

### Konceptbilar
- RAF-Roksana
- RAF-Stils